# Fljotsdalssagan
Fljotsdalssagan (isl. Fljótsdæla saga) är en av islänningasagorna. Den utspelar sig på östra Island och bygger till del på andra sagor, såsom Droplaugarsönernas saga och Gunnar Tidrandabanes saga. I början presenterar den eget material, men så småningom hämtas mycket från andra tidigare sagor. Handlingen börjar före år 1000, men äger delvis rum under oklar tidsperiod.

## Handling
Berättelsen kretsar kring liv och händelser hos invånare i Fljótsdalur-området på östra Island. Bland andra förekommer Helge Åsbjarnarsson, hans hustru Droplaug, och deras söner Helgi och Grim. De sistnämnda förekommer också i Droplaugarsönernas saga.

## Tillkomst, manuskript och översättning
Sagan är troligen sammansatt på 1400-talet. Den finns i ett flertal pappershandskrifter, varav de viktigaste är AM 551 c qu. och AM 451 qu., båda från början av 1600-talet. Sagan trycktes först i Köpenhamn år 1883.
Sagan är översatt till svenska av Åke Ohlmarks (1964).